# Holcogaster
Holcogaster is een geslacht van wantsen uit de familie schildwantsen (Pentatomidae). Het geslacht werd voor het eerst wetenschappelijk beschreven door Franz Xaver Fieber in 1860.

## Soorten
Het genus bevat de volgende soorten:

- Holcogaster exilis Horváth, 1903
- Holcogaster fibulata (Germar, 1831)
- Holcogaster longicornis Wagner, 1955
- Holcogaster weberi Wagner, 1964